# Woschod Stara Majaczka
FK Woschod Stara Majaczka (ukr. ФК «Восход» Стара Маячка) – ukraiński klub piłki nożnej kobiet, mający siedzibę we wsi Stara Majaczka obwodu chersońskiego na południu kraju. Od sezonu 2018/19 występuje w rozgrywkach ukraińskiej Wyższej ligi.

## Historia
Chronologia nazw:
- 2014: FK Woschod Stara Majaczka

Klub piłkarski FK Woschod Stara Majaczka został założony we wsi Stara Majaczka we wrześniu 2016 roku. W sezonie 2017 klub zgłosił się do rozgrywek Pierwszej ligi. W sezonie 2017/18 zespół najpierw zajął pierwsze miejsce w grupie B Pierwszej ligi, a potem w półfinale wygrał 3:2 z Mariupolczanką oraz w finale 3:0 z Jantaroczką, zdobywając awans do Wyższej ligi. W debiutowym sezonie na najwyższym poziomie zdobył trzecie miejsce w tabeli ligowej oraz dotarł do finału Pucharu Ukrainy.

## Barwy klubowe, strój, herb, hymn
|  |  |

Klub ma barwy malinowo-czarne. Piłkarki domowe spotkania zazwyczaj grają w malinowych koszulkach, czarnych spodenkach oraz malinowych getrach.

## Sukcesy

### Trofea międzynarodowe
Nie uczestniczył w rozgrywkach europejskich (stan na 31-05-2018).

### Trofea krajowe
| \| \| Zdobyte trofea w rozgrywkach Ukrainy (stan na: 31-05-2021) \| |                                                            |      |                           |
| Rozgrywki                                                           | Osiągnięcie                                                | Razy | Sezon(y)                  |
| Mistrzostwo                                                         | I miejsce                                                  | 0    |                           |
| Mistrzostwo                                                         | II miejsce                                                 | 0    |                           |
| Mistrzostwo                                                         | III miejsce                                                | 3    | 2018/19, 2019/20, 2020/21 |
| Puchar                                                              | zdobywca                                                   | 0    |                           |
| Puchar                                                              | finalista                                                  | 2    | 2018/19, 2019/20          |
| II liga                                                             | I miejsce                                                  | 1    | 2017/18                   |
| II liga                                                             | II miejsce                                                 | 0    |                           |
| II liga                                                             | III miejsce                                                | 0    |                           |
| Ukraina                                                             | Zdobyte trofea w rozgrywkach Ukrainy (stan na: 31-05-2021) |      |                           |

## Poszczególne sezony

### Rozgrywki międzynarodowe

#### Europejskie puchary
Nie uczestniczył w rozgrywkach europejskich (stan na 31-05-2021).

### Rozgrywki krajowe
| \| Ukraina \| Bilans występów klubu w rozgrywkach piłkarskich Ukrainy (Stan na 31 maja 2021 r.) \| \| |                                                                                   |        |       |   |   |   |    |    |     |            |        |        |      |
| Poziom                                                                                                | Rozgrywki                                                                         | Sezony | Mecze | Z | R | P | B+ | B– | Pkt | Lata       | Awanse | Spadki | Naj. |
| I | Wyszcza liha                                                                      | 3      |       |   |   |   |    |    |     | od 2018/19 | 0      | 0      | 3    |
| II | Persza liha                                                                       | 2      |       |   |   |   |    |    |     | 2017–2018  | 1      | 0      | 1    |
| | Puchar Ukrainy                                                                    | 1      |       |   |   |   |    |    |     | od 2018/19 | 0      | 0      | 2    |
| Ukraina                                                                                               | Bilans występów klubu w rozgrywkach piłkarskich Ukrainy (Stan na 31 maja 2021 r.) |        |       |   |   |   |    |    |     |            |        |        |      |

## Piłkarki, trenerzy, prezydenci i właściciele klubu

### Trenerzy
| Lp. | Imię i nazwisko    | Okres urzędowania | Okres urzędowania |
| --- | ------------------ | ----------------- | ----------------- |
| 1.  | Roman Zajew        | 1.01.2017         | 24.04.2021        |
| 2.  | Ołeksandr Sapronow | 24.04.2021        | obecnie           |

## Struktura klubu

### Stadion
Klub rozgrywa swoje mecze domowe na stadionie Start w Aleszkach, który może pomieścić 2 500 widzów.

### Sponsorzy
| Lata    | Sponsor                         |
| ------- | ------------------------------- |
| od 2017 | gospodarstwo farmerskie Woschod |

| Lata    | Sponsor |
| ------- | ------- |
| od 2017 | Joma    |